# ۸۰۰۰۰ (عدد)
۸۰۰۰۰ به حروف هشتاد هزار یک عدد طبیعی است که بعد از ۷۹۹۹۹ و قبل از ۸۰۰۰۱ قرار دارد.